# El viaje (película de 1992)
El viaje es una película argentina dramática de 1992 escrita y dirigida por Fernando "Pino" Solanas y protagonizada por Walter Quiroz, Franklin Caicedo y Dominique Sanda. El film también se enmarca en el subgénero cinematográfico de Road movie.

## Sinopsis
Martín (Walter Quiroz), un joven de 17 años de la ciudad de Ushuaia, abandona su lejana y fría ciudad del extremo sur de Argentina en busca de su padre, un arqueólogo que había abandonado a su madre años atrás, y quien había prometido volver por él. La tensión de la vida con su madre y su padrastro, un reciente fracaso de un noviazgo, y ese deseo de encontrar a su padre y descubrir el mundo, le empujan a emprender el viaje con el único medio del que dispone, una bicicleta.
Sin avisar a su madre abandona su hogar y emprende un viaje que le proporciona diferentes peripecias, todas enriquecedoras, aunque también sufre penalidades (hambre, frío, es robado, etc.).

## Reparto
- Walter Quiroz
- Dominique Sanda
- Franklin Caicedo
- Soledad Alfaro
- Marc Berman
- Ángela Correa
- Cristina Becerra
- Atilio Veronelli
- Juan Acosta
- Nathán Pinzón
- Eduardo Rojo
- Carlos Carella
- Fernando Siro
- Fito Páez

## Temas
Esta obra expone una clara crítica a las políticas neoliberales de los gobiernos sudamericanos, que, en la época en que el film vio la luz, respondían de manera exacerbada a las recetas económicas de los países centrales y, al mismo tiempo, intenta brindar un mensaje esperanzador a los espectadores.[cita requerida]
La crítica se hace patente, por ejemplo, mediante la paródica introducción de un personaje como el corrupto Dr. Rana, que pareciera fusionar, como mínimo, las características físicas del otrora presidente del Brasil, Fernando Collor de Mello, y gestuales y oratorias del expresidente argentino Carlos Menem y que, además, con sus apariciones pone en evidencia la decadencia de la clase dirigente del momento.[cita requerida]
El mensaje de esperanza es transmitido mediante cada uno de los personajes que apoya y ayuda al protagonista. En tal sentido, es importante mencionar la aparición del simpático chofer Américo Inconcluso, que aconseja y acompaña a Martín en su travesía, exponiendo la faceta solidaria del pueblo latinoamericano.

## Carta de Fernando "Pino" Solanas a los espectadores del film en las vísperas del estreno deEl viaje
"Queridos amigos, una vez más estoy con ustedes para reiniciar juntos este hermoso rito que tiene lugar cada vez que la sala queda a oscuras, se diluyen las voces del público y en la pantalla comienza la proyección.
"El viaje es una película que cuenta la odisea de Martín en la más fabulosa de las aventuras, que es la de inventarse a sí mismo.
Para filmarla, retomé la tradición de los clásicos relatos de viaje, que son relatos de aprendizaje, de conocimiento y descubrimiento personal.
 
"A Martín, este viaje iniciático desde Ushuaia hasta Oaxaca (México), lo lleva a descubrir la realidad de un continente agredido por la deuda externa, la corrupción política, la destrucción ecológica y el hambre.

"Imaginé toda esta peripecia a partir del antiquísimo nervio argumental de la búsqueda del padre y del encuentro sorprendente con el amor.
El Viaje integra regiones, culturas, personas y cinematografías. Con esta película quiero decir que estamos hechos de pasiones y de sueños inagotables. Con estos sueños viajé por Latinoamérica y les ofrezco ahora estas imágenes. Ojalá sirvan al diálogo colectivo y al entendimiento entre todos.
 
"Martín decide escapar de Ushuaia, la ciudad más austral del planeta. Monta en su bicicleta y parte a la búsqueda de su padre, que se encuentra en alguna parte de América Latina. Viaje interior y periplo al corazón del continente, descubrimiento de los "viajes" de la historia: el de los pueblos antiguos, el de los conquistadores españoles y el del presente, donde se conjugan corrupción y nuevos genocidios. Cuaderno de a bordo, collage latinoamericano, historia en historieta, se trata de un viaje iniciático, en el cual la épica, el barroco, el grotesco y lo fantástico se confunden. Es también una palabra dada al continente americano, en esta celebración del Quinto Centenario del "descubrimiento" ".
Fernando Solanas

## Premios
- 1992. Mención especial del jurado en el Festival de Cannes;
- 1992. Premio a la mejor fotografía en el Festival Internacional del Nuevo Cine Latinoamericano Archivado el 31 de marzo de 2014 en Wayback Machine. de La Habana, Cuba.